# الیتی رامایاه پالی
الیتی رامایاه پالی (به انگلیسی: Aleeti Ramaiah Pally) یک منطقهٔ مسکونی در هند است که در آندرا پرادش واقع شده‌است.